# 마이클 웨스턴
마이클 웨스턴(Michael Weston, 1973년 10월 25일 ~ )은 미국의 배우이다.

## 출연 작품
- 아무튼, 아담 (2020)
- 더 매드 웨일 (2017)
- 씨 유 인 발할라 (2015)
- 위시 아이 워즈 히어 (2014)
- 익스펙팅 (2013)
- 리버럴 아츠 (2012)
- 브룩클린 브라더스 (2012)
- 러브, 웨딩, 메리지 (2011)
- 아드레날린 24 2 (2009)
- 게이머 (2009)
- 스테이트 오브 플레이 (2009)
- 패솔로지 (2007)
- 라스트 키스 (2006)
- 처음 본 그녀에게 프로포즈하기 (2006)
- 해저드 마을의 듀크 가족 (2005)
- 하우스 M.D. (2004)
- 헬터 스켈터 (2004)
- 가든 스테이트 (2004)
- 하트의 전쟁 (2002)
- 샐리 (2000)
- 럭키 넘버 (2000)
- 체리 폴스 (2000)
- 코요테 어글리 (2000)
- Law & Order : 성범죄전담반 1 (1999)
- ER (1994)